# Пешћеница
Пешћеница је насељено место у општини Лекеник, у Туропољу, Хрватска, до нове територијалне организације у саставу бивше велике општине Сисак.

## Становништво
На попису становништва 2011. године, Пешћеница је имала 883 становника.

## Попис1991.
На попису становништва 1991. године, насељено место Пешћеница је имало 840 становника, следећег националног састава:
| Попис 1991.‍  | Попис 1991.‍  | Попис 1991.‍ | Попис 1991.‍ | Попис 1991.‍ |
| ------------ | ------------ | ----------- | ----------- | ----------- |
|              |              |             |             |             |
| Хрвати       | Хрвати       |             | 820         | 97,61%      |
| Словенци     | Словенци     |             | 6           | 0,71%       |
| Срби         | Срби         |             | 3           | 0,35%       |
| Југословени  | Југословени  |             | 2           | 0,23%       |
| Муслимани    | Муслимани    |             | 1           | 0,11%       |
| Црногорци    | Црногорци    |             | 1           | 0,11%       |
| Чеси         | Чеси         |             | 1           | 0,11%       |
| неопредељени | неопредељени |             | 3           | 0,35%       |
| непознато    | непознато    |             | 3           | 0,35%       |
| укупно: 840  |              |             |             |             |